# Discografia di Luísa Sonza
La discografia di Luísa Sonza, cantante brasiliana, è costituita da tre album in studio, una raccolta, un EP, oltre sessanta singoli e sessanta video musicali.

## Album

### Album in studio
| Anno                                                         | Titolo e dettagli | Classifiche | Classifiche | Certificazioni      |
| Anno                                                         | Titolo e dettagli | IRE         | PRT         | Certificazioni      |
| ------------------------------------------------------------ | --- | ----------- | ----------- | ------------------- |
| 2019                                                         | Pandora - Pubblicato: 14 giugno 2019 - Etichetta: Universal - Formato: CD, download digitale, streaming                            | —           | —           | - BRA: Platino      |
| 2021                                                         | Doce 22 - Pubblicato: 18 luglio 2021 - Etichetta: Universal - Formato: Download digitale, streaming                                | —           | 140         | - BRA: Diamante (2) |
| 2023                                                         | Escândalo íntimo - Pubblicato: 31 agosto 2023 - Etichetta: Sony Entertainment Brasil - Formato: 2 LP, download digitale, streaming | 78          | 13          |                     |
| "—" indica una pubblicazione non classificata in quel paese. | |             |             |                     |

### Raccolte
| Anno | Titolo e dettagli                                                                                       |
| ---- | --- |
| 2021 | Só as brabas - Pubblicato: 10 marzo 2021 - Etichetta: Universal - Formato: Download digitale, streaming |

## Extended play
| Anno | Titolo e dettagli                                                                                       |
| ---- | --- |
| 2017 | Luísa Sonza - Pubblicato: 6 ottobre 2017 - Etichetta: Universal - Formato: Download digitale, streaming |

## Singoli

### Come artista principale
| Anno                                                                                                | Titolo                                                                                                 | Classifiche | Classifiche | Classifiche | Classifiche | Classifiche | Certificazioni                         | Album di provenienza                 |
| Anno                                                                                                | Titolo                                                                                                 | BRA         | ARG         | PRT         | SPA         | URY         | Certificazioni                         | Album di provenienza                 |
| --------------------------------------------------------------------------------------------------- | --- | ----------- | ----------- | ----------- | ----------- | ----------- | -------------------------------------- | ------------------------------------ |
| 2017                                                                                                | Good Vibes                                                                                             | ×           | ×           | —           | —           | ×           | - BRA: Oro                             | Luísa Sonza                          |
| 2017                                                                                                | Olhos castanhos                                                                                        | ×           | ×           | —           | —           | ×           | - BRA: Platino (3)                     | Luísa Sonza                          |
| 2018                                                                                                | Com que roupa (con Cleo e Luan Santana feat. Ludmilla)                                                 | ×           | ×           | —           | —           | ×           |                                        | /                                    |
| 2018                                                                                                | Rebolar                                                                                                | ×           | ×           | —           | —           | ×           | - BRA: Platino                         | Luísa Sonza                          |
| 2018                                                                                                | Devagarinho                                                                                            | ×           | ×           | —           | —           | ×           | - PRT: Oro                             | Pandora                              |
| 2018                                                                                                | Nunca foi sorte                                                                                        | ×           | —           | —           | —           | ×           |                                        | /                                    |
| 2019                                                                                                | Pior que possa imaginar                                                                                | —           | —           | —           | —           | ×           | - BRA: Platino (2)                     | Pandora                              |
| 2019                                                                                                | Fazendo assim (con Gaab)                                                                               | —           | —           | —           | —           | ×           | - BRA: Platino                         | Pandora                              |
| 2019                                                                                                | Garupa (con Pabllo Vittar)                                                                             | 8           | —           | —           | —           | ×           | - BRA: Diamante                        | Pandora                              |
| 2019                                                                                                | Bomba relógio (con Vitão)                                                                              | —           | —           | —           | —           | ×           | - BRA: Diamante                        | Pandora                              |
| 2019                                                                                                | Cavalgada (con Heavy Baile)                                                                            | —           | —           | —           | —           | ×           |                                        | /                                    |
| 2019                                                                                                | Combatchy (con Anitta e Lexa feat. MC Rebecca)                                                         | 1           | —           | 25          | —           | ×           | - BRA: Diamante (2) - PRT: Platino (2) | /                                    |
| 2019                                                                                                | Não vou mais parar                                                                                     | —           | —           | —           | —           | ×           |                                        | Pandora                              |
| 2019                                                                                                | Tudo de bom (con PK)                                                                                   | —           | —           | —           | —           | ×           |                                        | /                                    |
| 2020                                                                                                | Joga pra mim (con i 3030 e Rennan de Penha)                                                            | —           | —           | —           | —           | ×           |                                        | /                                    |
| 2020                                                                                                | Braba                                                                                                  | 1           | —           | 63          | —           | ×           | - BRA: Diamante (4) - PRT: Platino     | Só as brabas                         |
| 2020                                                                                                | Não vai embora (con Dilsinho e Malibu)                                                                 | —           | —           | —           | —           | ×           |                                        | /                                    |
| 2020                                                                                                | Flores (con Vitão)                                                                                     | 2           | —           | 18          | —           | ×           | - BRA: Diamante (2) - PRT: Platino     | Só as brabas                         |
| 2020                                                                                                | Toma (con MC Zaac)                                                                                     | —           | —           | 175         | —           | ×           | - BRA: Diamante (2)                    | Só as brabas                         |
| 2020                                                                                                | Século 21 (con Léo Santana)                                                                            | —           | —           | —           | —           | ×           | - BRA: Diamante                        | Paredão do gigante Só as brabas      |
| 2020                                                                                                | Friend de semana (con Danna Paola e Aitana)                                                            | —           | —           | —           | —           | ×           |                                        | K.O. Só as brabas                    |
| 2020                                                                                                | Câncer (con Xamã feat. Gustah)                                                                         | —           | —           | —           | —           | ×           |                                        | Zodíaco                              |
| 2020                                                                                                | Modo turbo (con Pabllo Vittar feat. Anitta)                                                            | 1           | —           | 7           | —           | ×           | - BRA: Diamante (4) - PRT: Platino     | Só as brabas Doce 22                 |
| 2021                                                                                                | Quarto andar (con i Baías)                                                                             | —           | —           | —           | —           | ×           |                                        | Drama latino Só as brabas            |
| 2021                                                                                                | Cansar você (con Thiaguinho)                                                                           | —           | —           | —           | —           | ×           | - BRA: Platino                         | Só as brabas                         |
| 2021                                                                                                | Ain't Worried (con Bruno Martini e Diarra Sylla)                                                       | —           | —           | —           | —           | ×           |                                        | /                                    |
| 2021                                                                                                | Tentação (con Carol Biazin)                                                                            | —           | —           | —           | —           | ×           |                                        | Beijo de Judas                       |
| 2021                                                                                                | Atenção (con Pedro Sampaio)                                                                            | —           | —           | 40          | —           | ×           | - PRT: Platino                         | Chama meu nome                       |
| 2021                                                                                                | Também não sei de nada (con Lulu Santos)                                                               | —           | —           | —           | —           | ×           | - BRA: Oro                             | Doce 22                              |
| 2021                                                                                                | VIP (con 6lack)                                                                                        | —           | —           | 115         | —           | ×           | - BRA: Diamante                        | Doce 22                              |
| 2021                                                                                                | Melhor sozinha (con Marília Mendonça)                                                                  | —           | —           | 187         | —           | ×           | - BRA: Diamante (2)                    | /                                    |
| 2021                                                                                                | Penhasco                                                                                               | 3           | —           | 58          | —           | ×           | - BRA: Diamante (2)                    | Doce 22                              |
| 2021                                                                                                | Fugitivos (con Jão)                                                                                    | —           | —           | —           | —           | ×           | - BRA: Platino                         | Doce 22                              |
| 2021                                                                                                | Anaconda (con Mariah Angeliq)                                                                          | —           | —           | 79          | —           | ×           | - BRA: Diamante (2)                    | Doce 22                              |
| 2022                                                                                                | Café da manhã (con Ludmilla)                                                                           | —           | —           | 37          | —           | ×           | - BRA: Diamante (2)                    | Doce 22                              |
| 2022                                                                                                | Sentadona (Remix) (con Davi Kneip, MC Frog e DJ Gabriel do Borel)                                      | 1           | —           | —           | —           | ×           | - BRA: Diamante (2)                    | /                                    |
| 2022                                                                                                | Hotel caro (con Baco Exu do Blues)                                                                     | 2           | —           | —           | —           | ×           |                                        | /                                    |
| 2022                                                                                                | Medley Lud Session (con Ludmilla)                                                                      | —           | —           | —           | —           | ×           |                                        | /                                    |
| 2022                                                                                                | Cachorrinhas                                                                                           | 2           | —           | 10          | —           | ×           | - PRT: Oro                             | /                                    |
| 2022                                                                                                | Coração cigano (con Luan Santana)                                                                      | 5           | —           | 12          | —           | ×           | - PRT: Platino                         | Luan City                            |
| 2022                                                                                                | Poesia acústica 13 (con MC Cabelinho, TZ da Coronel, Chefin, N.I.N.A., Xamã, Oruam, L7nnon e Chris MC) | 1           | —           | 41          | —           | ×           | - BRA: Diamante (2) - PRT: Platino     | /                                    |
| 2022                                                                                                | Mamacita (hasta la vista) (con Xamã)                                                                   | 14          | —           | 35          | —           | ×           | - PRT: Oro                             | /                                    |
| 2023                                                                                                | Deixa eu viver (con Mari Fernandez)                                                                    | —           | —           | —           | —           | ×           |                                        | Mari Fernandez: Ao vivo em São Paulo |
| 2023                                                                                                | Posiçao de ataque (con Papatinho e DJ Biel do Furduncinho)                                             | —           | —           | —           | —           | ×           |                                        | Baile do Papato                      |
| 2023                                                                                                | Saudade (con Ferrugem)                                                                                 | —           | —           | —           | —           | ×           |                                        | Interessante                         |
| 2023                                                                                                | Campo de morango                                                                                       | 14          | —           | 41          | —           | ×           |                                        | Escândalo íntimo                     |
| 2023                                                                                                | Principalmente me sinto arrasada                                                                       | 26          | —           | 58          | —           | ×           |                                        | Escândalo íntimo                     |
| 2023                                                                                                | Penhasco2 (con Demi Lovato)                                                                            | 4           | —           | 11          | —           | ×           |                                        | Escândalo íntimo                     |
| 2023                                                                                                | Sou musa do verão (con Marshmello)                                                                     | 9           | —           | 62          | —           | ×           | - BRA: Diamante - PRT: Oro             | Sugar Papi                           |
| 2023                                                                                                | La muerte (con Tokischa)                                                                               | —           | —           | —           | —           | ×           |                                        | Escândalo íntimo                     |
| 2024                                                                                                | Não sirvo (con Matheus & Kauan)                                                                        | 76          | —           | —           | —           | ×           |                                        | Praiou vol. 1                        |
| 2024                                                                                                | Recadin no espelho (con Kevin o Chris)                                                                 | 26          | —           | 43          | —           | ×           |                                        | /                                    |
| 2024                                                                                                | Chico                                                                                                  | 1           | —           | 5           | —           | ×           | - PRT: Oro                             | Escândalo íntimo                     |
| 2024                                                                                                | Memórias (con Grupo Menos é Mais)                                                                      | —           | —           | —           | —           | ×           |                                        | Virado no pagode (Ao vivo)           |
| 2024                                                                                                | Bêbada favorita (con Maiara & Maraísa)                                                                 | —           | —           | —           | —           | ×           |                                        | Escândalo íntimo                     |
| 2024                                                                                                | Sagrado profano (con KayBlack)                                                                         | 4           | —           | 1           | —           | ×           | - PRT: Platino (3)                     | Escândalo íntimo                     |
| 2024                                                                                                | You Don't Know Me (con Caetano Veloso)                                                                 | —           | —           | —           | —           | ×           |                                        | Escândalo íntimo                     |
| 2025                                                                                                | Itamambuca (con Paulo Londra)                                                                          | —           | —           | —           | —           | —           |                                        | /                                    |
| 2025                                                                                                | Motinha 2.0 (Mete marcha) (con Dennis e/o Emilia)                                                      | 8           | 4           | 12          | —           | —           | - PRT: Platino                         | /                                    |
| 2025                                                                                                | Bunda (con Emilia)                                                                                     | —           | 3           | —           | 83          | 1           |                                        | Perfectas                            |
| 2025                                                                                                | Bate (con Kenia Os e Dennis)                                                                           | —           | —           | —           | —           | —           |                                        | /                                    |
| 2025                                                                                                | MiuMiu (con Sofía Reyes e RaiNao)                                                                      | —           | —           | —           | —           | —           |                                        | /                                    |
| "—" indica una pubblicazione non classificata in quel paese. "×" indica una classifica inesistente. | |             |             |             |             |             |                                        |                                      |

### Come artista ospite
| Anno | Titolo                                       | Album di provenienza |
| ---- | -------------------------------------------- | -------------------- |
| 2019 | The Weekend (PrettyMuch feat. Luísa Sonza)   | INTL:EP              |
| 2020 | Quebrar seu coração (Lexa feat. Luísa Sonza) | Lexa                 |

## Altri brani entrati in classifica
| Anno                                                         | Titolo                            | Classifiche | Classifiche | Certificazioni  | Album di provenienza |
| Anno                                                         | Titolo                            | BRA         | PRT         | Certificazioni  | Album di provenienza |
| ------------------------------------------------------------ | --------------------------------- | ----------- | ----------- | --------------- | -------------------- |
| 2021                                                         | Interesseira                      | —           | 155         | - BRA: Diamante | Doce 22              |
| 2023                                                         | Escândalo íntimo                  | 88          | —           |                 | Escândalo íntimo     |
| 2023                                                         | Carnificina                       | 43          | 112         |                 | Escândalo íntimo     |
| 2023                                                         | A dona aranha                     | 14          | 37          |                 | Escândalo íntimo     |
| 2023                                                         | Luísa manequim                    | 49          | 160         |                 | Escândalo íntimo     |
| 2023                                                         | Romance em cena (con Marina Sena) | 55          | —           |                 | Escândalo íntimo     |
| 2023                                                         | Surreal (con Baco Exu do Blues)   | 27          | 73          |                 | Escândalo íntimo     |
| 2023                                                         | Iguaria                           | 46          | 162         |                 | Escândalo íntimo     |
| 2023                                                         | Onde é que deu errado?            | 57          | 197         |                 | Escândalo íntimo     |
| 2023                                                         | Outra vez                         | 71          | —           |                 | Escândalo íntimo     |
| 2023                                                         | Lança menina                      | 66          | —           |                 | Escândalo íntimo     |
| "—" indica una pubblicazione non classificata in quel paese. |                                   |             |             |                 |                      |

## Video musicali
| Anno | Titolo                                                            | Regista                                       |
| ---- | ----------------------------------------------------------------- | --------------------------------------------- |
| 2017 | Good Vibes                                                        | Junior Marques                                |
| 2017 | Olhos castanhos                                                   | Rafael Carvalho                               |
| 2017 | Não preciso de você pra nada (feat. Luan Santana)                 | Henrique Gontijo                              |
| 2018 | Rebolar                                                           | André Luiz da Costa Loureiro                  |
| 2018 | Devagarinho                                                       | Fred Siqueira                                 |
| 2018 | Boa menina                                                        | Jacques Dequeker                              |
| 2018 | Nunca foi sorte                                                   | Philippe Noguchi                              |
| 2019 | Esse é o lugar                                                    | —                                             |
| 2019 | Pior que possa imaginar                                           | Jacques Dequeker                              |
| 2019 | Garupa (con Pabllo Vittar)                                        | Os Primos                                     |
| 2019 | Eliane                                                            | Rodrigo Pitta                                 |
| 2019 | Fazendo assim (con Gaab)                                          | Rodrigo Pitta e Mariana Jorge                 |
| 2019 | Cavalgada (con Heavy Baile)                                       | Alberto Aguinaga e Cauã Csik                  |
| 2019 | Bomba relógio (con Vitão)                                         | Jacques Dequeker                              |
| 2019 | Combatchy (con Anitta e Lexa feat. MC Rebecca)                    | Nixon Freire                                  |
| 2019 | Não vou mais parar                                                | João Monteiro                                 |
| 2019 | Tudo de bom (con PK)                                              | Rafael Marques                                |
| 2020 | Braba                                                             | Jacques Dequeker                              |
| 2020 | Não vai embora (con Dilsinho e Malibu)                            | Thiago Calviño                                |
| 2020 | Flores (con Vitão)                                                | Bruno Trindade                                |
| 2020 | Toma (con MC Zaac)                                                | João Monteiro e Luísa Sonza                   |
| 2020 | Século 21 (con Léo Santana)                                       | João Monteiro                                 |
| 2020 | Friend de semana (con Danna Paola e Aitana)                       | Charlie Nelson                                |
| 2020 | Modo turbo (con Pabllo Vittar feat. Anitta)                       | Alaska                                        |
| 2021 | Quarto andar (con i Baías)                                        | Gringo Cardia e Jackson Tinoco                |
| 2021 | Cansar você (con Thiaguinho)                                      | Romulo Menescal, Vinicius Olivo e Luísa Sonza |
| 2021 | Ain't Worried (con Bruno Martini e Diarra Sylla)                  | Seven Zee                                     |
| 2021 | Tentação (con Carol Biazin)                                       | Marioo e Amorinpublic                         |
| 2021 | Atenção (con Pedro Sampaio)                                       | Fernando Moraes                               |
| 2021 | VIP (con 6lack)                                                   | João Monteiro                                 |
| 2021 | Melhor sozinha (con Marília Mendonça)                             | João Monteiro                                 |
| 2021 | Fugitivos (con Jão)                                               | Luísa Sonza e Jacques Dequeker                |
| 2021 | Anaconda (con Mariah Angeliq)                                     | Jacques Dequeker                              |
| 2022 | Café da manhã (con Ludmilla)                                      | Fernando Moraes e Luísa Sonza                 |
| 2022 | Sentadona (Remix) (con Davi Kneip, MC Frog e DJ Gabriel do Borel) | Felipe Gomes                                  |
| 2022 | Hotel caro (con Baco Exu do Blues)                                | OG Cruz                                       |
| 2022 | Cachorrinhas                                                      | Fernando Nogari                               |
| 2022 | Coração cigano (con Luan Santana)                                 | Gui Dalzoto                                   |
| 2022 | Mamacita (hasta la vista) (con Xamã)                              | Bruno Ilogti                                  |
| 2023 | Deixa eu viver (con Mari Fernandez)                               | Pedro HD e Wagner Barbosa                     |
| 2023 | Posiçao de ataque (con Papatinho e DJ Biel do Furduncinho)        | Guilherme Brehm                               |
| 2023 | Saudade (con Ferrugem)                                            | Diego Fraga                                   |
| 2023 | Campo de morango                                                  | Diego Fraga                                   |
| 2023 | Principalmente me sinto arrasada                                  | Diego Fraga                                   |
| 2023 | Posiçao de ataque (con Papatinho e DJ Biel do Furduncinho)        | Guilherme Brehm                               |
| 2023 | Chico                                                             | Pam Martins                                   |
| 2023 | Penhasco2 (con Demi Lovato)                                       | Diego Fraga                                   |
| 2023 | A dona aranha                                                     | Diego Fraga                                   |
| 2023 | La muerte (con Tokischa)                                          | Diego Fraga                                   |
| 2024 | Não sirvo (con Matheus & Kauan)                                   | TS Music                                      |
| 2024 | Recadin no espelho (con Kevin o Chris)                            | Pam Martins                                   |
| 2024 | Sagrado profano (con KayBlack)                                    | Diego Fraga                                   |
| 2024 | You Don't Know Me (con Caetano Veloso)                            | Diego Fraga                                   |
| 2024 | Bêbada favorita (con Maiara & Maraísa)                            | Diego Fraga                                   |
| 2024 | O amor tem dessas (e é melhor assim)                              | Diego Fraga                                   |
| 2025 | Itamambuca (con Paulo Londra)                                     | Mr. Naisgai                                   |
| 2025 | Motinha 2.0 (Mete marcha) (con Dennis)                            | Gigs                                          |
| 2025 | Bunda (con Emilia)                                                | Gigs                                          |
| 2025 | Bate (con Kenia Os e Dennis)                                      | Gigs                                          |
| 2025 | MiuMiu (con Sofía Reyes e RaiNao)                                 | Pam Martins                                   |